# Anthony Delon
Anthony Delon (Los Ángeles, Estados Unidos, 30 de septiembre de 1964) es un actor francés.

## Biografía

### Infancia y escuelas
Anthony Delon es el segundo hijo del actor Alain Delon y el único que tuvo con la actriz Nathalie Delon. Además, es el único que se ha dedicado a la interpretación.
En 1968, cuando tenía 4 años, sus padres se separan. Su padre rehace su vida con Mireille Darc; mientras que vive con su madre y es cuidado sobre todo por su padrino (el agente artístico Georges Beaume, que lanzó a su padre) y su madrina, ya que su madre se dedica plenamente a su carrera de actriz.
Tuvo una infancia y una juventud algo rebelde, motivo por el cual sus padres, a la edad de 10 años, lo envían a un internado que resultó ser un lugar agradable, pero "un poco militar", con una disciplina bastante férrea. Se queda allí durante dos años, hasta que decide escaparse y recorrer 30 kilómetros a pie para volver a su casa de París. Allí será escolarizado en la calle St Benoit, una escuela pública de Saint Germain des Prés.

### Comienzo de su vida adulta
Anthony estuvo una temporada trabajando en Londres para Island Records, concretamente durante seis meses; luego se estableció en Nigeria, donde esperaba realizar un documental sobre Fela Kuti, cantante emblemático y opositor a la dictadura militar del régimen. En febrero de 1983, a los 18 años, Anthony es detenido por posesión de una pistola automática robada a gendarmes, perteneciente al enemigo público del momento Bruno Sulak; además, estaba al volante de un BMW robado.
Tras una breve etapa en prisión, comenzará a dejar atrás su etapa oscura para ir poco a poco reformando su vida.

### Carrera artística y debut en el cine
Huyendo de la presión popular, Anthony se marcha a Nueva York donde vivirá algunos meses en un apartamento (justo encima del apartamento que ocupó James Dean). Descubre una ciudad que le fascina. Allí conocerá a Andy Warhol, Diane Von Furstenberg y Brooke Shields con la que hará una sesión de fotos de Bruce Weber para Life Magazine. Se siente bien, quiere instalarse allí, pero sin embargo aparece un escenógrafo italiano, Alberto Lattuada, quien le propone hacer una inmersión para el cine, por lo que acepta y se va a Roma.
De la mano de Lattuada, rodará una adaptación de la novela Crónica de una muerte anunciada dirigida por Francesco Rosi, que lo llevará a Cannes, donde asiste del brazo de Ornella Muti. La película fue un éxito en América Latina y en toda la Europa del este, pero no en Francia. Las críticas sobre Anthony son excelentes, pero la comparación con su padre Alain Delon es demasiado fuerte, dado que este ha sido una gran estrella durante décadas.

## Vida privada
Vivió con la actriz Valérie Kaprisky. Se casó el 27 de junio de 2006 con Sophie Clerico, con quien ya tenía dos hijas: Lou Delon (nacida el 4 de febrero de 1996); Liv Delon (nacida el 25 de agosto de 2001). Se separaron en 2012. Anthony Delon también reconoció tener otra hija biológica, la modelo Alyson Le Borges, fruto de una relación con una bailarina, Marie-Hélène Le Borges.